# Đorđe Kratovac
Sveti Đorđe Kratovac (Kratovo, 1497. – Sofija, 11. veljače 1515.) je kršćanski svetac iz grada Kratova u Sjevernoj Makedoniji. 
Srpski izvori navode da je bio Srbin, bugarski da je Bugarin, a makedonski da je Makedonac. Đorđe je bio zlatar po zanimanju. 
Kada je imao osamnaest godina, Turci su ga htjeli poturčiti, međutim Đorđe se nije htio odreći kršćanske vjere.[nedostaje izvor] Zbog toga su ga Turci mučili, a potom i živog spalili na lomači 11. veljače 1515. godine u Sofiji, za vrijeme sultana Selima I. Tada je svećenik Peja napisao njegovo žitije u Sofiji, a potom i jeromonah Ilija 1539. godine u Rusiji.
Pored svetog Igumana Paisija, svete Zlate Meglenske i Đakona Avakuma spada u red najpoznatijih Novomučenika među Srbima pravoslavne vjere.
Srpska pravoslavna crkva slavi ga 11. veljače po crkvenom, a 24. veljače po gregorijanskom kalendaru. Bugarska pravoslavna crkva slavi ga 11. veljače.